# تشيكن ليكن (مطعم)
تشيكن ليكن (بالإنجليزية: "Chicken Licken") هي سلسلة مطاعم معروفة؛ في جوهانسبرغ، جنوب أفريقيا.

## البلدان مع مطاعم تشيكن ليكن
- بوتسوانا
- جنوب أفريقيا

## وصلات خارجية
- مطعم تشيكن ليكن (بالإنجليزية)